# Cantonul Olliergues
Cantonul Olliergues este un canton din arondismentul Ambert, departamentul Puy-de-Dôme, regiunea Auvergne, Franța.

## Comune
- Le Brugeron
- Marat
- Olliergues (reședință)
- Saint-Gervais-sous-Meymont
- Saint-Pierre-la-Bourlhonne
- Vertolaye